# Stadswallen van Binche

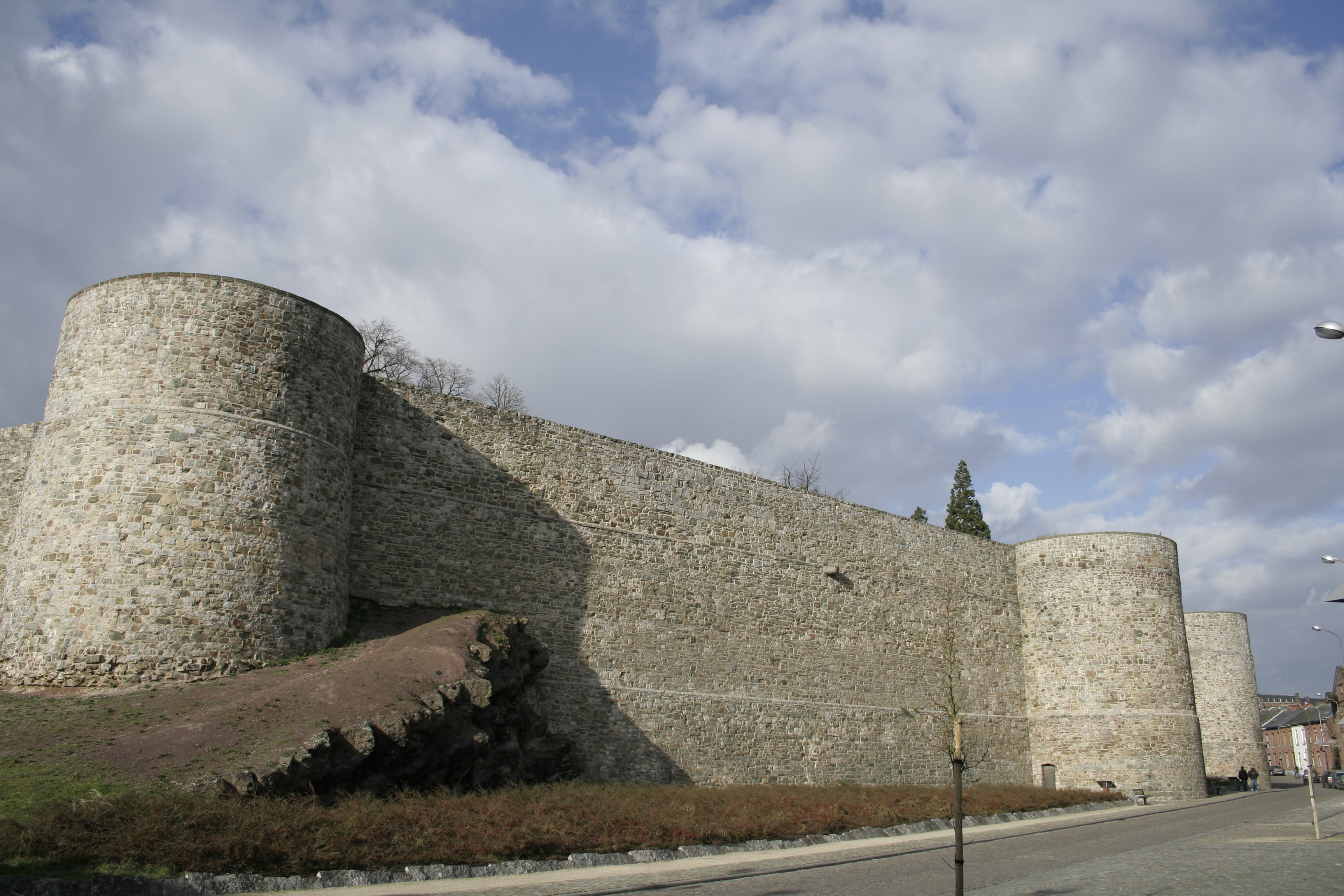
De stadsmuren van Binche

De stadswallen van Binche (Frans: remparts de Binche of enceinte de Binche) zijn de stadsmuren die het centrum van het Belgische Binche omgorden. Deze middeleeuwse muur werd gebouwd tussen de 12e en 14e eeuw. Een eerste omwalling bestond al in de 12e eeuw en strekte zich uit van de huidige Grand Place tot het midden van de rue Notre Dame. De welvaart van de stad leidde tot een voortdurende toename van de bevolking, waardoor in de 13e eeuw een uitbreiding van de omwallingen noodzakelijk werd. De oude stadsomwalling is nog 2100 meter lang en vormt met 25 nog resterende torens de best bewaarde middeleeuwse muur van België. Aan de kant van het park liggen de overblijfselen van het vroegere refugiehuis van de abdij van Bonne-Espérance, die nu de kelders van de Bette genoemd worden en beschermd zijn als monument. De zuidkant van de wallen werd verdedigd door het vroegere kasteel van Binche. De wallen zijn beschermd als Uitzonderlijk erfgoed van Wallonië.

## Afbeeldingen

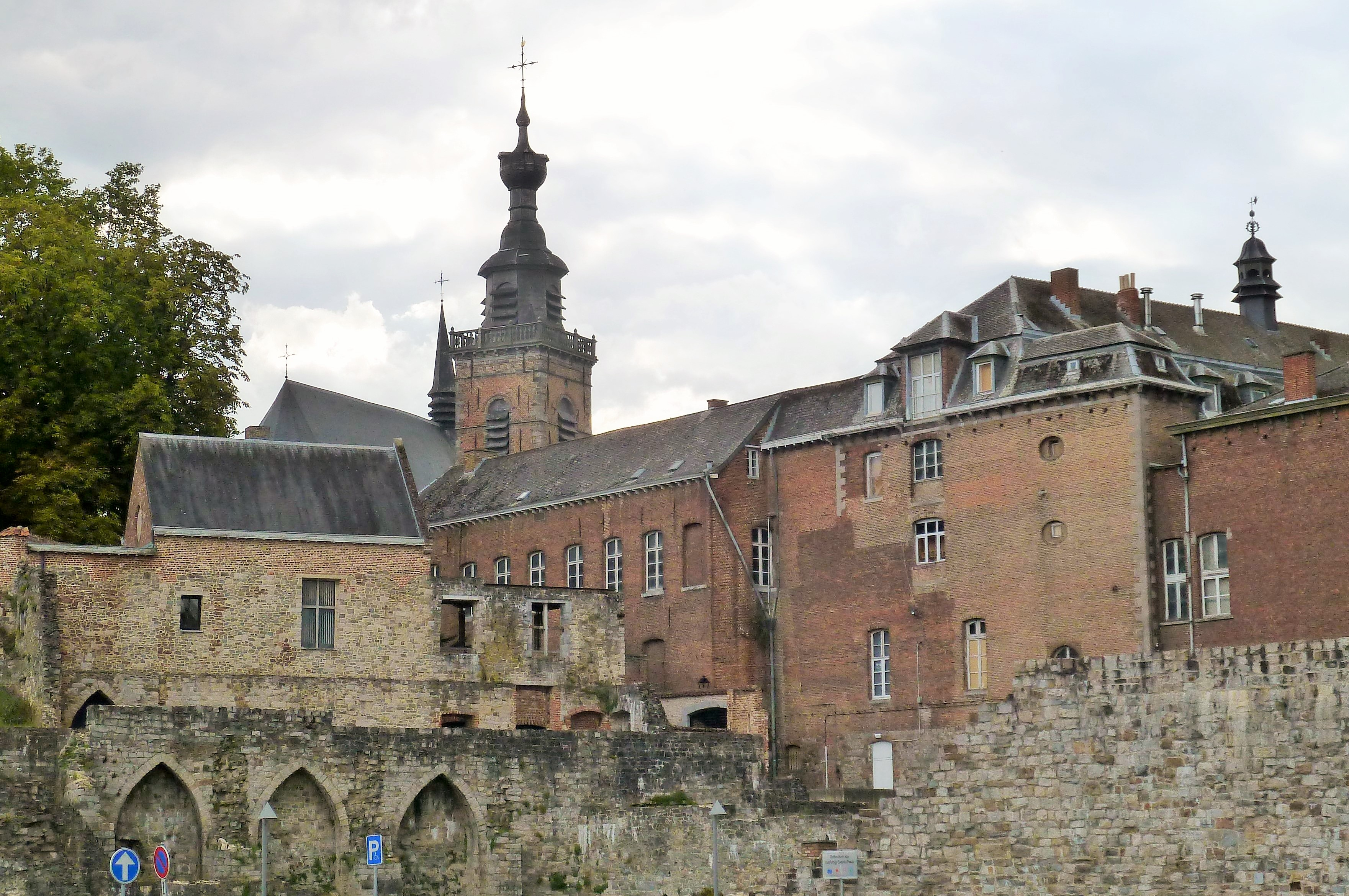
Refugiehuis van de abdij van Bonne-Espérance
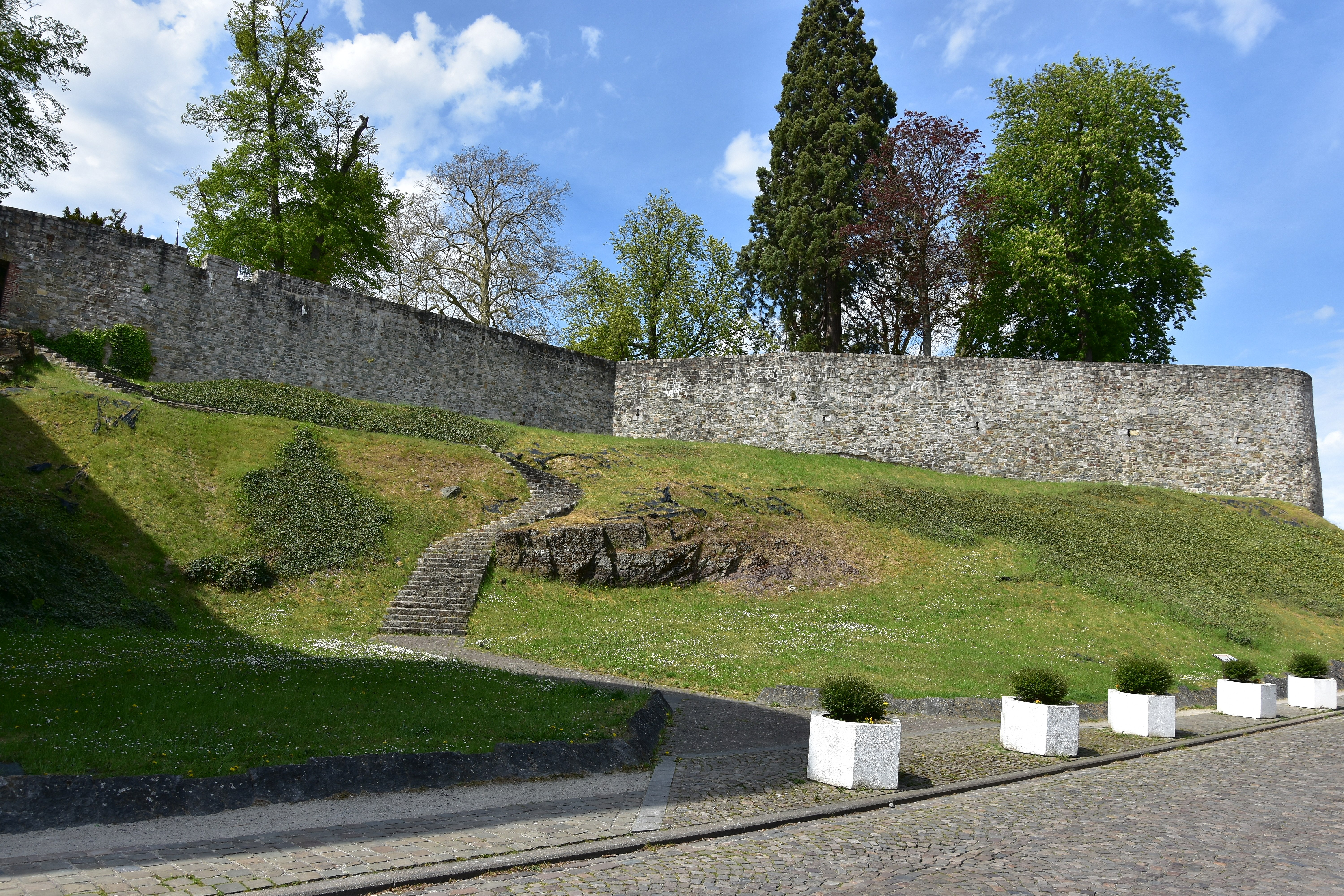
De stadsmuren van Binche
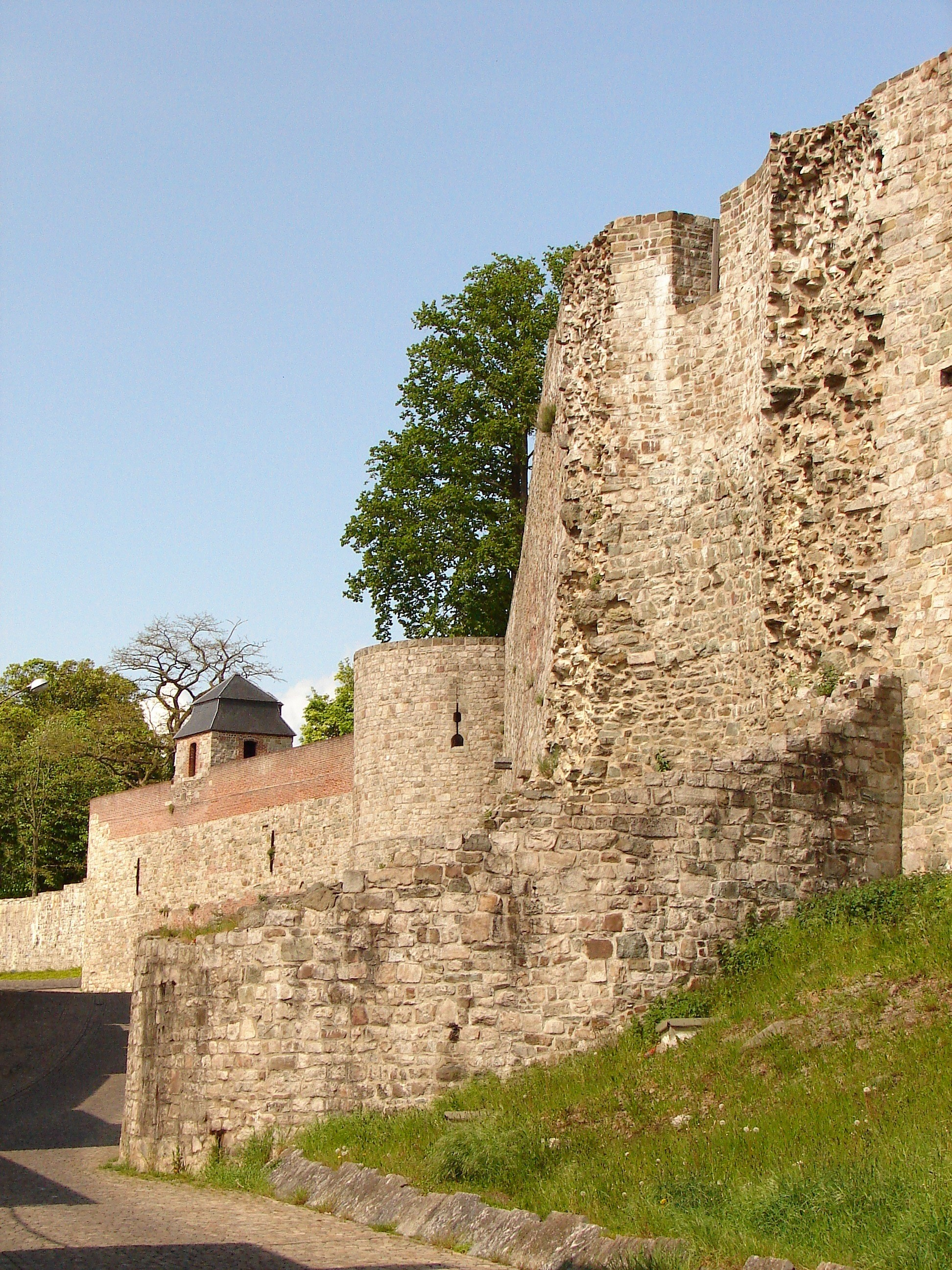
De stadsmuren van Binche